# Egon Svensson
Egon Edvin Roland Svensson (ur. 17 listopada 1913 w Malmö, zm. 12 czerwca 1995 tamże) – szwedzki zapaśnik. Srebrny medalista olimpijski z Berlina.
Zawody w 1936 były jego jedynymi igrzyskami olimpijskimi. Walczył w stylu klasycznym, zdobywając srebro w wadze koguciej, do 56 kilogramów. W finale pokonał go Węgier Márton Lőrincz. Był srebrnym medalistą mistrzostw Europy w 1937 i 1938. Zapaśnikiem i olimpijczykiem był również jego syn Roland.